# Kolczugino
Kolczugino (ros. Кольчугино) – miasto w Rosji, w obwodzie włodzimierskim położone 74 km od Władymira i 131 km od Moskwy, centrum administracyjne rejonu kolczugińskiego.
Kolczugino założone zostało w 1871 nad rzeką Pekszą (dopływ Klaźmy), jako osada przy hucie miedzi i wytwórni kabli należącej do A. G. Kolczugina, skąd pochodzi też nazwa. Status miasta od 1931.
Do 1922 miasto Lenińsk Kuźniecki także nosił nazwę Kolczugino.